# 花の生涯 井伊大老と桜田門
『花の生涯 井伊大老と桜田門』（はなのしょうがい いいたいろうとさくらだもん）は、1988年（昭和63年）1月2日の午後0時から午後11時52分までテレビ東京系列で放映された12時間超ワイドドラマ（のちの新春ワイド時代劇）。主演は北大路欣也。全6部。12時間超ワイドドラマ第8作。
主人公は幕末の大老・井伊直弼。同シリーズにおいて初めて、幕末の幕府側人物を主人公に据えた作品である。

## 概要
- 第一部 「埋木の章 彦根城の嵐」
- 第二部 「黒船の章 攘夷の旋風」
- 第三部 「開国の章 激流の女たち」
- 第四部 「大老の章 徳川崩壊の炎」
- 第五部 「大獄の章 倒幕の渦潮」
- 第六部 「桜田門の章 雪に散る花」

原作は舟橋聖一の小説『花の生涯』（1953年刊）。NHK大河ドラマ第1作の原作としても知られるが、1974年にもドラマ化された他、繰り返し舞台化もされるなど、根強い人気があった。本作が3度目のテレビドラマ化となった。大河ドラマと1974年のドラマは同じ脚本家（北条誠）だったため、本作は25年ぶりに新規脚本でのドラマ化となった。
CM抜きの本編時間は9時間を超える、約545分。

## スタッフ
- 原作：舟橋聖一 『花の生涯』
- 構成：笠原和夫
- 脚本：笠原和夫、本田英郎、下飯坂菊馬、志村正浩
- 監督：大洲斉、山下耕作、松尾昭典、原田雄一
- 音楽：津島利章
- 題字：井伊直愛
- ナレーター：西沢利明
- 製作：テレビ東京、東映

## キャスト
- 井伊直弼 - 北大路欣也
- 長野主膳 - 三浦友和
- 里和（佐登） - 岡田奈々
- 勝又十四郎 - 金田賢一
- 宇津木六之丞 - 誠直也
- 九条尚忠 - 武内亨
- 三居孫太夫 - 左右田一平
- 井伊直亮 - 垂水悟郎
- 犬塚外記 - 加藤嘉
- 岡本半介 - 石田弦太郎
- 根津弥兵衛 - 浜田晃
- 三浦北庵 - 内田稔
- 島津斉彬 - 綿引勝彦
- 堀田正睦 - 有川博
- 阿部正弘 - 鈴木智
- 松平忠固 - 佐竹明夫
- 武田主税 - 菅貫太郎
- 岩瀬忠震 - 石山律雄
- 梅田雲浜 - 和崎俊哉
- 小林民部 - 中田博久
- 鷹司政通 - 近藤宏
- 戸田氏栄 - 北原義郎
- 島田左近 - 成瀬正孝
- 多田一郎 - 森章二
- 太田資始 - 高野真二
- 徳川慶篤 - 沖田さとし
- 須藤源八郎 - 岩尾正隆
- つる松 - 光石研
- 井上清直 - 山本清
- 松平慶永 - 氏家修
- 斎藤源之丞 - 唐沢民賢
- 伊吹坊明尊 - 浜田寅彦
- 風神坊 - 石橋雅史
- 雷神坊 - 吉岡祐一
- 火焔坊 - 福本清三
- 雪野太夫 - 水原ゆう紀
- 徳川斉昭 - 佐藤慶
- 吉田松陰 - 本田博太郎
- そで - 甲斐智枝美
- 静橋 - 加茂さくら
- お吉 - 水島かおり
- 霧島 - 谷口香
- 滝山 - 川口敦子
- 萩栄 - 泉じゅん
- 黒沢トキ子 - 高橋ひとみ
- 関鉄之介 - 平泉成
- 酒井忠義 - 有川正治
- 間部詮勝 - 溝田繁
- 久世広周 - 五十嵐義弘
- 黒沢忠三郎 - 白井滋郎
- 高橋多一郎 - 武井三二
- 金子孫二郎 - 藤沢徹夫
- 一橋慶喜 - 国分郁男
- 徳川慶福 - 青井敏之
- 徳川家定 - 山本學
- 篤姫 - 檀ふみ
- 村山たか - 島田陽子
- 森五六郎 - 片岡弘貴
- 有村次左衛門 - 細川純一
- 宝寿院 - 井上昭文
- 徳川慶恕 - 平河正雄
- 小亀 - 伊藤つかさ
- 安藤信正 - 近藤洋介
- 青地孫兵衛 - 友金敏雄
- お種 - 古坂るみ子
- - 小林良平
- ペリー - ディック・バターワース
- ハリス - ジョン・ワード
- ヒュースケン - ウィリアム・ニコラス
- ウィリアムズ - テリー・オブライエン

## 主題歌
- 来生たかお 「時を咲かせて」 （作詞：来生えつこ、作曲：来生たかお、編曲：清水信之）

## 脚本・監督陣
脚本家表記は分担執筆が多いためここに記すと、第1部：笠原・下飯坂／第2部・第3部：本田／第4部：下飯坂・志村／第5部：志村／第6部：笠原、となっていた。
監督陣に山下耕作、脚本陣に笠原和夫が同シリーズ初参加し、今回の最長パートとなった最終第6部は、数々の東映映画で組んできた2人にそれぞれ任された。山下は他に第2部も任され、作品中最長となる合計3時間以上の本編演出を担当、監督陣の中心を担った。
笠原も先述の最長第6部を単独執筆のうえ、第1部も分担執筆（下飯坂菊馬と分担）、また脚本家表記の他、「構成」の肩書（恐らくメインライター格を表す）も得ている。
監督陣・脚本陣の中心となった上記初参加2人の他は、監督陣で第1部・第5部の演出を担った大洲斉（他、第3部が原田雄一、第4部が松尾昭典）や、脚本陣では単独表記で第2部・第3部を担当して、恐らく笠原に匹敵する分量を執筆した本田英郎など、全て同シリーズ経験者で固めて、手堅く作品を支える布陣がとられていた。

## 放送後
当シリーズが時代劇路線に回帰した85年から、88年の本作まで一貫して制作を手がけてきた東映では、当シリーズの正月大作としての定着・恒例化に貢献したとの自負もあったと思われるが、本作は視聴率面で、健闘とはいえない成績に終わった。
本作の質・内容については高評価も聞かれていただけに残念な結果だったが、前年度作品から既に視聴率は下降気味となっており、本作でも視聴率を上昇傾向へ移行させられなかった成績も一因となって、89年作品の制作は東映を離れ、松竹に委ねられることになった。当シリーズから一旦手を引かざるを得なくなった東映の挽回の機会は、東映に再び託された90年作品『宮本武蔵』に持ち越されることになった。
本作は全13回に再編集されて1時間ドラマ枠で再放送された。
再放送後はソフト発売もなされなかったため、作品としては埋もれる形となっていたが、CS放送で再放送されるようになり、最近ではCS・時代劇専門チャンネルで2023年9月〜10月に再放送があった。